# أندريا توماس (منافسة ألعاب القوى)
أندريا توماس (بالإنجليزية: Andrea Thomas)‏ هي منافسة ألعاب القوى جامايكية، ولدت في 3 أغسطس 1968.

## وصلات خارجية
- أندريا توماس على موقع الاتحاد الدولي لألعاب القوى (الإنجليزية)
- أندريا توماس على موقع أوليمبيديا (الإنجليزية)